# أستراليا المفتوحة 1998
هنا قائمة ببطولات أستراليا المفتوحة لسنة 1998:

## الكبار

### فردي رجال
بيتر كوردا هزم  مارسيلو رايوس, 6-2, 6-2, 6-2

### فردي سيدات
مارتينا هينغيز هزم  كونشيتا مارتينيز, 6-3, 6-3

### زوجي رجال
يوناس بورغمان و جاكو إلتنجه هزم  مارك وودفورد و تود وودبريدج, 6-2, 5-7, 2-6, 6-4, 6-3

### زوجي سيدات
مارتينا هينغيز وماريانا لوتيتش هزم  ليندسي دافنبورت و ناتاشا زفيريفا, 6-4, 2-6, 6-3

### زوجي مختلط
فينوس ويليامز و جستن جايميليستوب هزم  هيلينا سوكوفا و سيرايل سك, 6-2, 6-1

## الشباب

### فردي أولاد
جوليان جانبيير هزم  أندرياس فاينكاغويرا, 4-6, 6-4, 6-3

### فردي بنات
إيلينا كوستانيتش هزم  واين براكوسيا, 6-0, 7-5

### زوجي أولاد
جيروم هايهنيل و جوليان جانبيير

### زوجي بنات
إيفي دومينيكوفيتش و أليشيا موليك